# Žezlo krále Ottokara
Žezlo krále Ottokara (francouzsky Le Sceptre d'Ottokar) je osmý díl komiksové série Tintinova dobrodružství, které napsal a ilustroval belgický spisovatel a ilustrátor Hergé.

## Vydání a jiné verze
Žezlo krále Ottokara bylo poprvé vydáno jako černobílý komiks 4. srpna 1938 v časopise Le Petit Vingtiéme. Barevná verze o 62 stranách byla vydána roku 1947. V České republice album vydal Albatros, v roce 2007.

## Děj
Tintin hledá člověka, který si zapomněl aktovku, a nachází profesora Nestora Halamu, který je sfragistou, odborník na pečeti. Ukazuje Tintinovi svoji sbírku pečetí, včetně jedné, která patří syldavskému králi Ottokaru IV. Tintin pak objeví, že on a profesor Halama jsou pod dohledem podezřelých mužů. Ti dokonce pošlou bombu do Tintinova bytu ve snaze zabít ho. Tintin podezřívaje Syldávské lidi, přijímá Halamovu nabídku doprovázet ho do Syldávie.
V letadle začne Tintin podezřívat svého společníka. Profesor Halama při cestování letadlem nekouří a nezdá se, že by potřeboval brýle, které nosí, zatímco před tím Halama hodně kouřil a měl velmi slabý zrak. Během mezipřistání Tintin předstírá pád a chytá se Halamových vousů, usuzuje, že Halama je podvodník. Nicméně je to (pro Halamu) bolestně reálné. Tintin se rozhodne o věci nepřemýšlet, když však letí nad Syldávií, pilot letadla otevře dveře pod Tintinovým sedadlem a ten padá dolů, do vozu se slámou.
Tintin si myslí, že někdo chce ukrást žezlo krále Ottakara IV. V Syldávii musí mít stávající král vždy žezlo, jinak musí odstoupit, neboť tradice jsou založené v minulosti, kdy král žezlem porazil úkladného vraha. Proto každý rok král jezdí v průvodu v den sv. Wladimira ukazovat žezlo lidu, který zpívá státní hymnu spojenou s ním. Tintinovi se podaří, navzdory spiklencům, vládnoucího krále Muskara XII. varovat. Král spěchá do královské klenotnice, kde nachází Halamu, královského fotografa, stráže v bezvědomí a zjistí, že žezlo bylo ukradeno.
Tintinovi přátelé, detektivové Kadlec a Tkadlec, jsou povoláni, aby celou záležitost prošetřili, ale jejich teorie jak bylo žezlo ukradeno - zloděj hází žezlo mezi železnými tyčemi - se ukáže jako špatná a pro nešikovné detektivy jako bolestivá. Později Tintin zahlédne v hračkářství dělo na pružinu, které mu dá vodítko - profesor Halama požádal o fotografie královských listin a žezla a fotoaparát posloužil jako maskování „děla“, což umožnilo „vystřelit“ žezlo z hradu přes okenní mříže.
Při prohledávání lesa, Tintin zjistí, že žezlo našli špióni z nepřátelské sousední země, Bordurie. Tintin je pronásleduje až k hranicím Syldávie, kde se mu podaří žezlo získat. V peněžence jednoho z agentů objeví doklady, které prokazují, že krádež žezla byla součástí velkého plánu na obsazení Syldávie jejich dlouhodobě politickým nepřítelem- Bordurií.
Tintin ukradne Messerschmitt Bf 109 z Bordurijského vojenského letiště (na kterém je připraven letecká eskorta připravená pro část „Anschlussu“, připojení Syldávie), aby přiletěl s žezlem ke králi včas. Je sestřelen Syldavskými vojáky, kteří přirozeně zahájili palbu jako na nepřítele, který narušil vzdušný prostor Syldávie. Zbytek cesty dokáže ujít pěšky.
Mezitím ministr vnitra informuje krále, že se šíří zvěsti, že žezlo bylo odcizeno a že Bordurští agenti napadli své vlastní lidi, aby se cítili utlačováni a měli důvod k zabrání Syldávie. Král se právě chystá abdikovat, když náhle přibíhá Filuta s žezlem v tlamě (před tím vypadlo Tintinovi z kapsy).
Tintin předává králi dokumenty, které vzal muži, který ukradl žezlo. Ty prokážou, že povstáním stojí mimo jiné také Müsstler, šéf strany Ocelová garda. Král jako opatření zatýká Müsstlera a jeho lidi a mobilizuje jednotky podél hranic s Bordurií. Bordurie stáhne své jednotky 20 km za hranice, a zdůrazňuje, že si vždy „přála jen mír“ a kritizuje Syldávii za „podezřelé“ chování (v té samé místnosti visí plán a podrobnosti o připravované invazi do Syldávie).
Druhý den je Den svatého Wladimira a Tintin získává jako první cizinec rytířský řád Zlatého Pelikána. Další šetření v plánovaném povstání odkryje, že profesor Halama je jeden z páru identických jednovaječných dvojčat: Nestor Halama je unesen a nahrazen svým bratrem Alfredem, který odletěl do Syldávie místo něj.
Tintin a Filuta se vracejí domů hydroplánem s Kadlecem a Tkadlecem, kteří utrpí chvilkový šok, když se zdá, že letadlo na konci padá do moře. Oba se smějí své hlouposti a vystupují… do moře…

## Politika
Stejně jako příběhy Modrý lotos, Tintin v zemi Sovětů a Ulomené ucho, má Žezlo krále Ottokara výrazný politický podtext. Krádež žezla je jen částí spiknutí, které má ponořit Syldávii do politické krize a uvolnit cestu pro invazi Bordurie.
Napsaný v roce 1938, příběh připomíná smutnou invazi Mussoliniho Itálie a nacistického Německa do sousedních států. Nicméně v tomto případě si Mussolini nechce přisvojit evropskou zemi. Nespatřený vůdce spiknutí se nazývá Müsstler - vzniklo spojením Benito Mussolini a Adolf Hitler. Müsstler je hlava Železné gardy. Název naznačuje, že to je profašistická polovojenská skupina, podobně jako SA, které byly v Evropě mezi válkami běžné. V letech před druhou světovou válkou byly v Rumunsku velmi aktivní tzv. Železné gardy (fašistické a antisemitské skupiny), které byly často ve sporu s králem Rumunska, Karlem II, kterého obviňovali z korupce a toho, že se nechává ovlivňovat svou židovskou ženou. Ve skutečnosti ve stejném roce kdy byly železné gardy potlačovány, bylo poprvé vydáno Žezlo krále Ottakara. Předák Železných gard, Codreanu, byl popraven za zradu Rumunské vlády. Železná garda byla ve vládě v roce 1940 pod Horio Simou, krátce po abdikaci krále. Avšak Hitler v lednu 1941 přestal podporovat konzervativnějšího generála Antonescu a Železná garda byla vyloučena z vlády a zlikvidována.
Německá cenzura tisku neomezovala knihu během okupace Belgie v průběhu druhé světové války, přestože zde byla častá schémata, děje válek a převratů v historii Balkánu, z nichž mnohé měly původní fašistické pohyby vlád během roku 1930, a nebylo jasné Německým okupantům na kterou stranu se Hergé přiklonil, neboť Německo jak bylo uvedeno podporovalo autoritářský režim v Rumunsku pod záštitou krále, který vlastně násilně potlačoval rumunské Železné gardy.

## Společné znaky s ostatními díly Tintina
Přestože se Kadlec a Tkadlec poprvé objevili už ve Faraonových doutnících v roce 1934, tak se dočkali svých jmen až v tomto albu, kdy je Tintin představuje profesoru Halamovi na letišti.
Tintin se zde také seznamuje s dalšími důležitými postavami - s operní zpěvačkou Biancou Castafiore a plukovníkem Borisem, který se objevuje pod jménem Jorgen jako Tintinův nepřítel v dvojalbu Míříme na Měsíc a První kroky na Měsíci.

## Syldávština
Syldávština je podobně jako ostatní fiktivní jazyky v tintinovských albech slang Marolliens, lidí dělnické třídy jedné čtvrti Bruselu, ke kterému jsou přidány slovanské koncovky s a z.